# Platyderus depressus
Platyderus depressus är en skalbaggsart som först beskrevs av Audinet-serville 1821.  Platyderus depressus ingår i släktet Platyderus, och familjen jordlöpare. Arten har ej påträffats i Sverige.